# Karol Rybárik
Karol Rybárik (2. února 1898 Dlhé Pole – ???) byl slovenský a československý politik a poslanec Národního shromáždění republiky Československé za Republikánskou stranu zemědělského a malorolnického lidu (agrárníky).

## Biografie
Profesí byl dle údajů z roku 1935 zemským tajemníkem republikánské strany. Bydlel v Košicích.
V parlamentních volbách v roce 1935 získal za agrárníky poslanecké křeslo v Národním shromáždění. Poslanecký post si oficiálně podržel do zrušení parlamentu 1939, přičemž krátce předtím, v prosinci 1938, ještě přestoupil do klubu Hlinkova slovenská ľudova strana - Strana slovenskej národnej jednoty, do které se spojily všechny slovenské nesocialistické strany.
Po Mnichovu se v říjnu 1938 podílel za agrární stranu na dojednávání Žilinské dohody coby společné platformy slovenských stran ve prospěch autonomie a byl jedním ze signatářů její finální verze.